# Kayentachelyidae
De Kayentachelyidae zijn een familie van uitgestorven cryptodire schildpadden. Ze leefden in Arizona (Verenigde Staten) tijdens het Jura (Sinemurien en Pliensbachien), ongeveer tussen 199 en 183  miljoen jaar geleden.